# 아우터 하버 페리 터미널

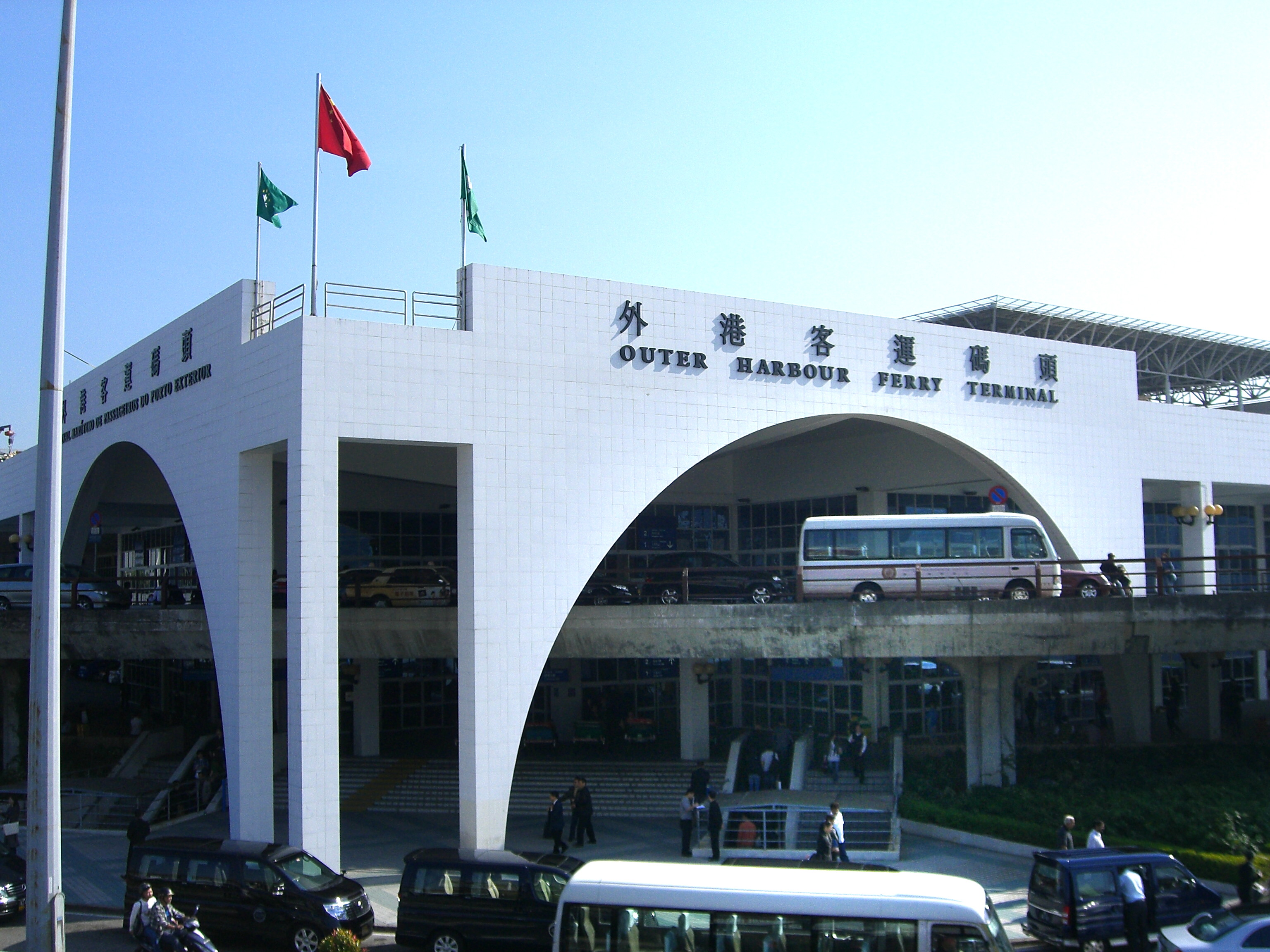
아우터 하버 페리 터미널

아우터 하버 페리 터미널(중국어 간체자: 外港客运码头, 정체자: 外港客運碼頭, 병음: Wài Gǎng Kèyùn Mǎtóu, 포르투갈어: Terminal Marítimo de Passageiros do Porto Exterior)은 마카오 세 당구에 있는 페리 터미널이다. 홍콩으로 가는 페리 서비스를 제공한다.